# Hórus Pássaro
Hórus Pássaro, também conhecido como Hórus Bá, foi o sereque de um faraó que pode ter tido um reinado muito curto entre a I e II dinastia. Seu nome é de difícil leitura dada a simpleza do pássaro que o compõe.